# Бор (Кадуйский район)
Бор — деревня в Кадуйском районе Вологодской области.
Входит в состав сельского поселения Семизерье (до 2015 года входила в Мазское сельское поселение), с точки зрения административно-территориального деления — в Мазский сельсовет.
Расположена на левом берегу реки Куток. Расстояние по автодороге до районного центра Кадуя — 46 км, до центра сельсовета деревни Маза — 3 км. Ближайшие населённые пункты — Маза, Мошницкое, Уйта.
По переписи 2002 года население — 11 человек.